# بليتش: التلاشي إلى الأسود
بليتش: التلاشي إلى الأسود BLEACH Fade to Black 君の名を呼ぶ (بوريتشي فيد تو بلاك كيمي نو نا أو يوبو 'بليتش: التلاشي إلى الأسود، أنا أناديك') هو فيلم الأنمي الثالث من سلسلة بليتش. عُرض الفيلم في 13 ديسمبر 2008، أخرجه نوريوكي أبيه وكتبه ناتسوكو تاكاهاشي - وهو كاتب سيناريو للمسلسل أيضًا. شارة الفيلم الموسيقية هي «كويوي، تسوكي وا ميزو تومو» وأداها بورنو غرافتي. أُصدر الدي في دي في 30 سبتمبر 2009 في اليابان، مع لقطات إضافية لإيتشيغو وكون وروكيا يغادرن عالم الأحياء.

## القصة
في مجتمع الأرواح، مايوري كوروتسوتشي يهاجمه في معمله شقيقان غامضان يحملان منجلاً يمحو ذاكرته، مع وجود استثناء لبعض الذكريات المهمة جدًا. في حالة فزع، يدمر كوروتسوتشي إحدى آلاته مسببة انفجار طاقة روحية (رياتسو) هائلة يغطي معظم مجتمع الأرواح بطبقة لبنية من الثعابين الضخمة مصنوعة من نوع رغوي خاص من الطاقة الروحية قاتلاً العديد من الشينيغامي ومجمدًا البعض مثل كينباتشي زاراكي. يهاجم الأخوان روكيا كوتشيكي وتُمحى ذاكرتها وذكريات أي شخص عنها، ثم ينقلها الأخوان إلى منطقة متهدمة تسمى روكونغاي. وبالتالي أصبح جميع من في مجتمع الأرواح ليس لديهم أي ذكريات عن روكيا.

## شخصيات جديدة
- دارك روكيا (ダークルキア داكو روكيا؟)

أداء صوتي: فوميكو أوريكاسا، أيا هيرانو، هيروشي كاميا
دارك روكيا هي نسخة متجوفة من روكيا تكونت عندما تمنت هومورا أن تندمج مع روكيا وشيزوكو في جسد واحد.
- هومورا

أداء صوتي: أيا هيرانو
أخت روكيا وشيزوكو. ماتت مع أخيها عندما كانا يدافعان عن روكيا من مجوف طفيلي، لكنهما عادا عن طريق امتصاصه.
- شيزوكو

أداء صوتي: هيروشي كاميا
أخو روكيا وهومورا.

## طاقم العمل
| الشخصية                     | مؤدي الصوت الياباني                     |
| --------------------------- | --------------------------------------- |
| إيتشيغو كوروساكي            | ماساكازو موريتا                         |
| روكيا كوتشيكي               | فوميكو أوريكاسا                         |
| كون                         | ميتسواكي مادونو                         |
| رينجي أباراي                | كينتارو إيتو                            |
| بياكويا كوتشيكي             | ريوتارو أوكيايو                         |
| كيسوكي أوراهارا             | شينيتشيرو ميكي                          |
| يورويتشي شيهوين             | ساتسكي يوكينو                           |
| جينريوساي شيغيكوني ياماموتو | ماساكي تسوكادا                          |
| توشيرو هيتسوغايا            | رومي باكو                               |
| كينباتشي زاراكي             | فوميهيكو تاتشيكي                        |
| ساجين كومامورا              | تتسو إينادا                             |
| سوي فون                     | توموكو كاواكامي                         |
| ريتسو أونوهانا              | أيا هيساكاوا                            |
| شونسوي كيوراكو              | أكيو أوتسكا                             |
| مايوري كروتسوتشي            | ريوسيه ناكاو                            |
| جوشيرو أوكيتاكي             | هيديو إيشيكاوا                          |
| شوهي هيساغي                 | كاتسويوكي كونيشي                        |
| رانغيكو ماتسوموتو           | كايا متسوتاني                           |
| تشوجيرو ساساكيبي            | تارو ياماغوتشي                          |
| تيتسوزايمون إيبا            | رينتارو نيشي                            |
| ماريتشيو أومايدا            | شوتو كاشي                               |
| ياتشيرو كوساجيشي            | هيسايو موتشيزوكي                        |
| نيمو كوروتسوتشي             | ريه كوغيميا                             |
| هاناتارو يامادا             | كوكي مياتا                              |
| إكاكو مادارامي              | نوبويوكي هياما                          |
| يوميتشيكا أياسيغاوا         | جون فوكوياما                            |
| رين تسوبوكورا               | ميهو سايكاي                             |
| أورورو تسوموغيا             | نوريكو شيتايا                           |
| هومورا                      | أيا هيرانو                              |
| شيزوكو                      | هيروشي كاميا                            |
| دارك روكيا                  | فوميكو أوريكاسا أيا هيرانو هيروشي كاميا |

## الرواية
رواية ملونة كاملة قد نُشرت.

## الاستقبال
تربع الفيلم على المركز الثاني أو الثالث في شباك التذاكر أثناء أسبوع الافتتاحي وظل من المراكز العشر الأوائل حتى الأسبوع الخامس.

## وصلات خارجية
- الموقع الرسمي
- بليتش: التلاشي إلى الأسود (فيلم) في شبكة أخبار الأنمي
- بليتش: التلاشي إلى الأسود على موقع IMDb (الإنجليزية)
- بليتش: التلاشي إلى الأسود على موقع نتفليكس (الإنجليزية)
- بليتش: التلاشي إلى الأسود على موقع ألو سيني (الفرنسية)
- بليتش: التلاشي إلى الأسود على موقع Turner Classic Movies (الإنجليزية)
- بليتش: التلاشي إلى الأسود على موقع أول موفي (الإنجليزية)
- بليتش: التلاشي إلى الأسود على موقع فيلمافينيتي (الإسبانية)
- بليتش: التلاشي إلى الأسود على موقع قاعدة بيانات الفيلم (الإنجليزية)
- بليتش: التلاشي إلى الأسود على موقع ليتربوكسد (الإنجليزية)
- بليتش: التلاشي إلى الأسود على موقع كينوبويسك (الروسية)
- بليتش: التلاشي إلى الأسود على موقع ANN anime (الإنجليزية)